# NTTアーバンソリューションズ
NTTアーバンソリューションズ株式会社（英: NTT Urban Solutions, Inc.）は、東京都千代田区外神田（秋葉原）に本社を置く、NTTグループに属する不動産会社。子会社のNTT都市開発やNTTファシリティーズ等と共にNTTアーバンソリューションズグループを形成している。NTTグループ主要8社の一つ。

## 概要
NTTグループの街づくりの事業基盤を強固なものとするため、NTT-SHを改編し、街づくり事業推進会社として、2019年7月に設立された。

### 子会社
- NTT都市開発
- NTTファシリティーズ
- NTTアーバンバリューサポート
- NTTアーバンソリューションズ総合研究所

## 沿革
- 2018年（平成30年）9月20日 - 株式会社トローチラスからNTT-SH株式会社に商号変更
- 2018年（平成30年）11月28日 - NTT都市開発に対する株式公開買付けが成立[2]
- 2018年（平成30年）12月13日 - 日本電信電話（現・NTT）が保有するNTT都市開発の全株式を現物出資の形で譲受し、NTT都市開発が連結子会社化[3]
- 2019年（平成31年）1月11日 - NTT都市開発を株式売渡請求により完全子会社化[4]
- 2019年（平成31年）3月25日 - NTTよりNTTファシリティーズの株式を譲受
- 2019年（平成31年）4月2日 - NTTアーバンソリューションズ準備株式会社に商号変更
- 2019年（令和元年）7月1日 - NTTアーバンソリューションズ株式会社に商号変更

## 株式会社トローチラス
NTTファイナンスの航空機リース事業用のSPCであった。
決算公告並びにNTTファイナンスの決算短信及び有価証券報告書に拠ると、第3期（平成20年3月16日～平成21年3月15日）から第10期（平成27年3月16日～平成28年3月15日）まで、NTTファイナンスより匿名組合出資を受け、営業者として航空機リース事業を実施しており、NTTファイナンスの平成21年3月期から平成26年3月期まで連結子会社であった。